# Paul Thompson
Paul Thompson (1935), é um professor aposentado de sociologia da Universidade de Essex, é um dos pioneiros da história oral na Grã-Bretanha, e hoje uma das autoridades mundiais na reflexão e na utilização desse método para o registro histórico. Dirige a National Life Story Collection da Biblioteca Nacional de Londres. Está entre os fundadores da Oral History Society e edita o Oral History Journal.
Dentre as obras de sua autoria está o The Voice of the Past: Oral History, atualmente em sua terceira edição (2000), publicado pela primeira vez no Brasil em 1992. Thompson ainda escreveu e organizou inúmeros outros livros temáticos, cuja contribuição à área de história oral é inestimável.